# Serre Road Cemetery No.3
Serre Road Cemetery No.3 is een Britse militaire begraafplaats met gesneuvelden uit de Eerste Wereldoorlog, gelegen in de Franse gemeente Puisieux (departement Pas-de-Calais). De begraafplaats ligt in het veld, een kilometer ten westen van het gehucht Serre-lès-Puisieux. Ze werd ontworpen door William Cowlishaw en heeft een rechthoekig grondplan met een oppervlakte van 293 m². Het terrein wordt omgeven door een natuurstenen muur en een metalen hekje doet dienst als ingang. Het Cross of Sacrifice staat centraal tegen de oostelijke muur. De begraafplaats wordt onderhouden door de Commonwealth War Graves Commission.
Er rusten meer dan 81 gesneuvelden waaronder 44 niet geïdentificeerde.  
In de nabijheid liggen ook de Queens Cemetery en het Sheffield Memorial Park met de Railway Hollow Cemetery. Ten zuiden liggen de Serre Road Cemetery No.1 en No.2.

## Geschiedenis
Serre Road liep van Mailly-Maillet in Brits gebied richting Serre, om zo'n kilometer voor Serre het niemandsland te bereiken. Het gehucht Serre lag ten oosten van de weg en was in Duitse handen, het gebied ten westen was in Britse handen. In juli 1916 werden tijdens de Slag aan de Somme ten noorden en zuiden van de weg door de Britten aanvallen uitgevoerd maar zonder succes. Op 13 november werd door de 3rd en de 31st Divisions opnieuw een aanval uitgevoerd maar weer zonder resultaat. De Duitsers evacueerden Serre op 24 februari 1917 en de 22nd Manchesters namen de volgende ochtend het dorp in. In het voorjaar van 1917 werden de slagvelden rond de Ancre door het V Corps opgeruimd en werd de begraafplaats ingericht. Tijdens het Duitse lenteoffensief in maart 1918 werd het dorp opnieuw door hen veroverd en bezet tot augustus daaropvolgend. 
De geïdentificeerde graven zijn allen van Britten, voornamelijk van het West Yorkshire Regiment (Prince of Wales's Own). De meeste sneuvelden op 1 juli of 13 november 1916. Voor vier Britten werden Special Memorials opgericht omdat hun graven niet meer gelokaliseerd konden worden en men neemt aan dat ze onder naamloze grafzerken liggen.